# Dezső Polaneczki
Dezső Polaneczki (* 2. Oktober 1943 in Budapest) ist ein ehemaliger ungarischer Radrennfahrer und nationaler Meister im Radsport.

## Sportliche Laufbahn
Polaneczki war im Straßenradsport und im Querfeldeinrennen (heutige Bezeichnung Cyclosport) aktiv. Er begann seine sportliche Laufbahn bei dem Verein MVSC (Miskolci Vasutas Sport Club). Für diesen erzielte er 1960 den zweiten Platz bei der Tour de Szabolcs. In der Teamwertung siegte er bei diesem Rennen zusammen mit János Kupcsik und Gábor Tóth für den MVSC. Ab 1961 startete er für den Verein Újpesti Dózsa. 1964 gewann er die nationale Meisterschaft im Querfeldeinrennen vor Lajos Arányi, 1966 vor Laszlo Maho. 1962 war er Vize-Meister im Querfeldeinrennen hinter János Dévai geworden, 1965 hinter János Juszkó. In der Ungarn-Rundfahrt 1964 gewann er eine Etappe.
1965 startete er in der Internationalen Friedensfahrt und belegte er den 51. Rang.